# Solenopsis maligna
Solenopsis maligna é uma espécie de formiga do gênero Solenopsis, pertencente à subfamília Myrmicinae.